# 马克·格特勒
马克·莱昂内尔·格特勒（Mark Lionel Gertler，1951年3月31日—），美国经济学家，纽约大学Henry和Lucy Moses教授。他专注于研究商业周期和货币政策，担任美联储主席本·伯南克的助手和合作者超过30年。